# Iyataoua
Iyataoua (auch: Yataoua, Yatawa) ist ein Dorf in der Stadtgemeinde Tessaoua in Niger.

## Geographie

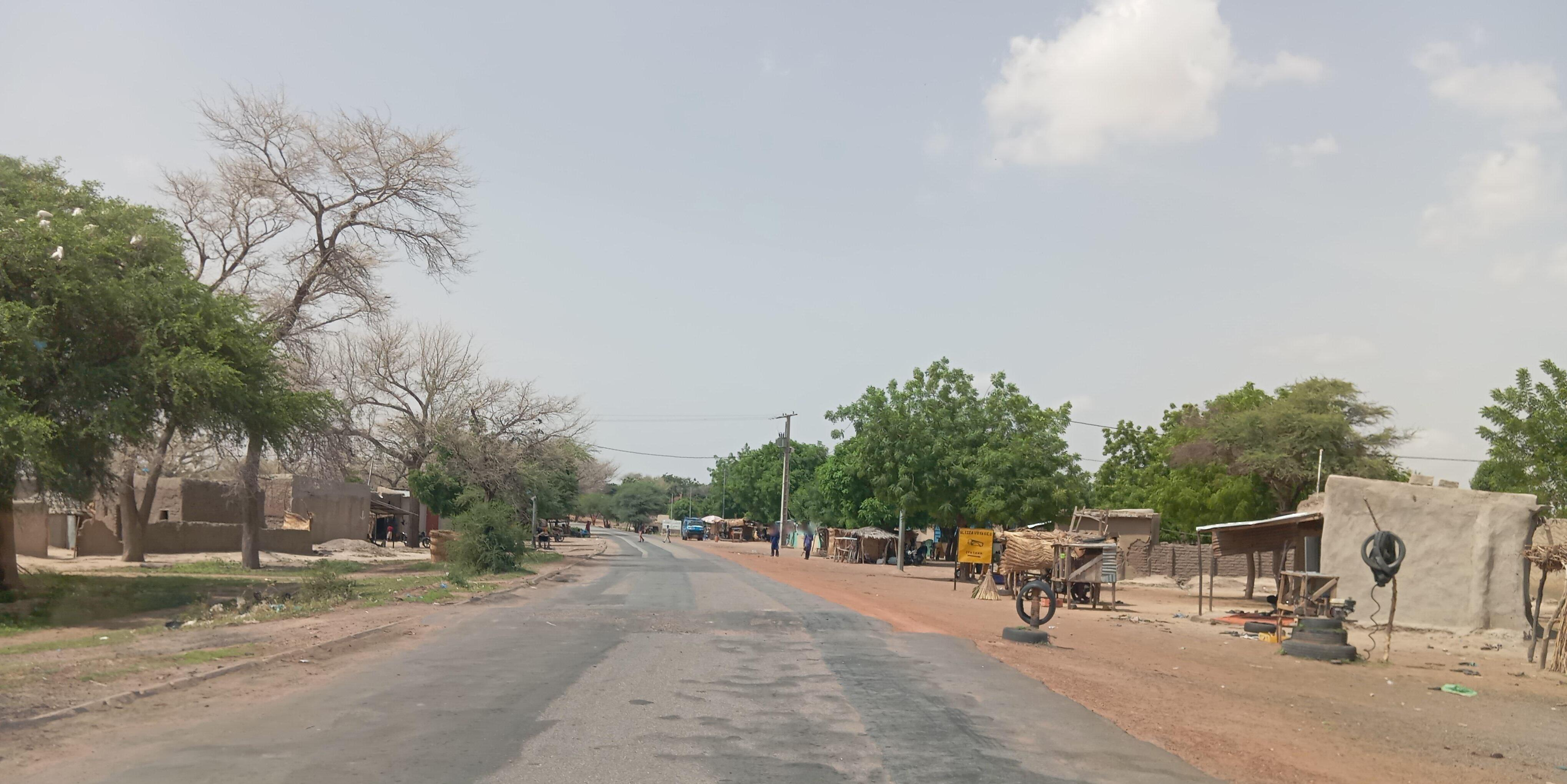
Straße in Iyataoua (2024)

Das von einem traditionellen Ortsvorsteher (chef traditionnel) geleitete Dorf liegt am rechten Ufer des Trockentals Goulbi El Fadama. Es befindet sich rund acht Kilometer südwestlich des urbanen Zentrums von Tessaoua, der Hauptstadt des gleichnamigen Departements Tessaoua in der Region Maradi. Weitere Siedlungen in der Umgebung von Iyataoua sind Gounaka im Osten, Madobi im Südosten, Guidan Zougaou im Süden, Jikata im Südwesten und Maïguigé im Westen.
Iyataoua ist Teil der Übergangszone zwischen Sahel und Sudan. Die durchschnittliche jährliche Niederschlagsmenge beträgt hier zwischen 400 und 500 mm.

## Geschichte

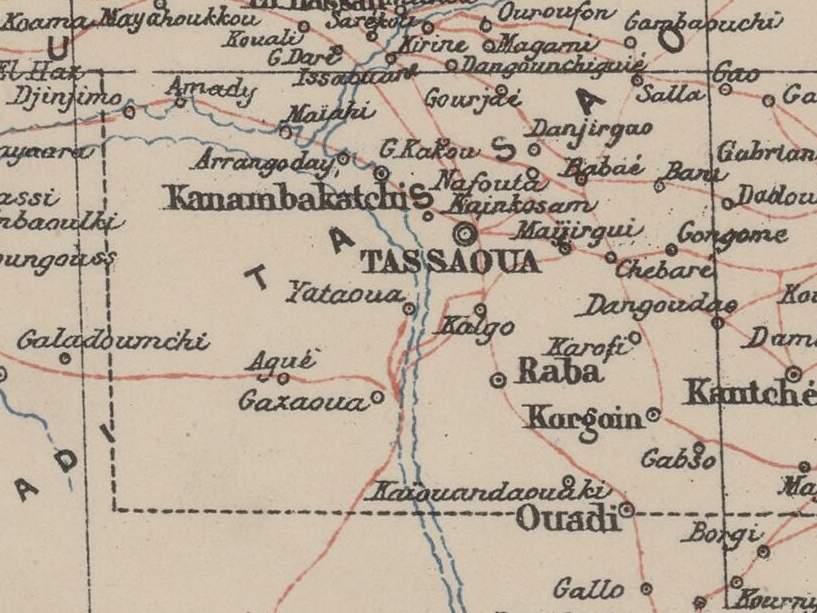
Ausschnitt einer Karte von 1903 mit Iyataoua (Yataoua) im Zentrum

Das Dorf wurde Ende des 16. Jahrhunderts von Auswanderern aus Kukawa, der Hauptstadt von Bornu, gegründet. Bornu befand sich damals im Niedergang und zahlreiche Bewohner flüchteten vor den Kriegshandlungen in andere Gegenden. Seinen jetzigen Standort hat das Dorf seit Mitte des 20. Jahrhunderts. Die früheren Standorte hießen Kandamka und Kukoki. Der Ortsname Iyataoua kommt aus der Sprache Hausa und bedeutet „mein Hals“. Er bezieht sich darauf, dass einer der Gründer die Kosten für ein Brautgeschenk nicht aufbringen konnte und stattdessen seinen Hals anbot.

## Bevölkerung
Bei der Volkszählung 2012 hatte Iyataoua 1060 Einwohner, die in 138 Haushalten lebten. Bei der Volkszählung 2001 betrug die Einwohnerzahl 751 in 96 Haushalten und bei der Volkszählung 1988 belief sich die Einwohnerzahl auf 331 in 38 Haushalten.
Im Dorf leben hausasprachige Kanuri. Die Zone entlang des Trockentals gehört zu den am dichtesten besiedelten und zugleich zu den ärmsten Nigers, mit erhöhter Unterernährung.

## Wirtschaft und Infrastruktur
Die wirtschaftlichen Aktivitäten der Bevölkerung umfassen Viehzucht, Ackerbau, Handel und saisonale Arbeitsmigration in andere Gegenden. Es werden vor allem Hirse, Sorghum, Augenbohnen und Erdnüsse angebaut. Eine Handvoll Gärtner züchtet Obst und Gemüse am Ufer des Goulbin Kaba.
Durch Iyataoua führt die asphaltierte Nationalstraße 1, die längste Fernstraße Nigers. Es gibt eine Grundschule und ein Alphabetisierungszentrum im Dorf.